# Repubblica del Basso Canada
La Repubblica del Basso Canada (in francese République du Bas-Canada, in inglese Republic of Lower Canada) fu un'effimera repubblica sorta nella regione corrispondente all'attuale Québec in seguito alle ribellioni del 1837-1838, condotte dai francofoni del Basso Canada contro il regime coloniale britannico. La repubblica non ebbe modo di governare realmente il territorio da esso rivendicato, poiché l'intervento delle forze britanniche condusse alla sconfitta della ribellione e alla successiva creazione della Provincia del Canada a maggioranza anglofona.